# Asparagus alopecurus
Asparagus alopecurus — вид рослин із родини холодкових (Asparagaceae).

## Біоморфологічна характеристика
Це багаторічний карликовий кущ до 50 см заввишки..

## Середовище проживання
Ареал: зх. Капські провінції ПАР.